# György Simonka
György Simonka (în română Gheorghe Șimonca, n. 14 martie 1974, Medgyesegyháza, Békés, Ungaria) este un om de afaceri și politician român din Ungaria, ales deputat în Adunarea Națională a Ungariei pe lista FIDESZ în Mezőkovácsháza (Circumscripția VII a județului Békés) din 2010 până în 2014 și în Orosháza (Circumscripția IV a județului Békés) din 2014. El a fost ales primar al comunei Otlaca-Pustă în octombrie 2006, deținând această funcție până în 2014.
Simonka a fost membru al Comitetului privind Protecția Consumatorilor din 14 mai 2010 până în 5 mai 2014.